# Argus pigallat
L'argus pigallat (Rheinardia ocellata) és una espècie d'ocell de la família dels fasiànids (Phasianidae). Habita la selva humida d'Indoxina, al centre del Vietnam, nord i centre de Laos i Malaia. És l'única espècie del gènere Rheinardia.